# Dactylomys peruanus
Dactylomys peruanus és una espècie de mamífer rosegador de la família de les rates espinoses. Viu a Bolívia i el Perú, a altituds d'entre 1.000 i 3.300 msnm. Es tracta d'una espècie arborícola que s'alimenta en gran part de bambú. El seu hàbitat natural són les zones de bambú dins de selves nebuloses. Es desconeix si hi ha cap amenaça significativa per a la supervivència d'aquesta espècie.